# Stayen
Das Stayen ist das Fußballstadion des belgischen Fußballclubs VV St. Truiden. Die Stadt Sint-Truiden liegt in der Region Hespengau der flämischen Provinz Limburg. Das Stadion wird auch Hel van Stayen (deutsch Hölle von Stayen) genannt. Die Spielstätte bietet heute den Fans 12.500 Plätze und kann bis maximal 17.850 Plätze erweitert werden.

## Geschichte
Nachdem der 1924 gegründete Verein zuerst auf den Fußballfeldern am Tongersesteenweg und Montenakenweg spielte; ließ der damalige Direktor der Zuckerfabrik Mellaerts Alfred Wauters 1927 auf dem Fabrikgelände ein neues Fußballfeld bauen. Nach der ersten Saison wurde eine Tribüne errichtet. Während des Zweiten Weltkrieges wurde am 24. August 1944 das Stadion durch einen Luftangriff zerstört.
Nach dem Wiederaufbau 1949 hatte die Anlage eine überdachte Tribüne mit 600 Sitzplätzen. In der Saison 1952/53 wurden die Stehplätze erweitert und Duschen in den Umkleidekabinen installiert. In der Saison 1965/66 wurde der VV St. Truiden Zweiter der Ersten Division und zum Spiel gegen den späteren Meister RSC Anderlecht kamen über 20.000 Menschen in das Stadion. 1982 erhielt die Anlage eine neue Flutlichtanlage und 1983 wurde auf dem Gelände der Cafeteria eine neue Stehplatztribüne gebaut.
Nach der Rückkehr 1987 in die erste Liga wurde das Stadion 1988 komplett renoviert. Im Jahr 1990 wurde eine neue Tribüne hinzugefügt. Aus einer Stehplatztribüne wurde ein Sitzplatzrang mit 5.000 Plätzen. Seit 2008 wird das Stadion für 35 Mio. € umgebaut. Der Umbau sollte zu Beginn der Saison 2010/11 abgeschlossen sein.
Zur Saison 2011/12 wurde im Juli 2011 ein Kunstrasen im Stadion verlegt. Damit ist es das erste Stadion mit künstlichem Grün in der Jupiler Pro League.
Nach der Renovierung in drei Phasen (2003, 2009, 2014) ist das Stayen ein modernes Fußballstadion. Zum Stadionkomplex gehören Konferenzräume, eine Veranstaltungshalle, Einzelhandelsgeschäfte mit insgesamt 12.000 Quadratmetern Verkaufsfläche, Büros, Restaurants und Cafés, ein Fitnessstudio und das Drei-Sterne-Hotel Hotel Stayen mit 77 Zimmer, 21 Stadionlogen und 20 Zimmer mit Blick in das Stadion.